# GPR157
GPR157 (англ. G protein-coupled receptor 157) – білок, який кодується однойменним геном, розташованим у людей на короткому плечі 1-ї хромосоми.  Довжина поліпептидного ланцюга білка становить 335 амінокислот, а молекулярна маса — 36 623.
| 10         |  | 20         |  | 30         |  | 40         |  | 50         |
| ---------- |  | ---------- |  | ---------- |  | ---------- |  | ---------- |
| MQPSPPPTEL |  | VPSERAVVLL |  | SCALSALGSG |  | LLVATHALWP |  | DLRSRARRLL |
| LFLSLADLLS |  | AASYFYGVLQ |  | NFAGPSWDCV |  | LQGALSTFAN |  | TSSFFWTVAI |
| ALYLYLSIVR |  | AARGPRTDRL |  | LWAFHVVSWG |  | VPLVITVAAV |  | ALKKIGYDAS |
| DVSVGWCWID |  | LEAKDHVLWM |  | LLTGKLWEML |  | AYVLLPLLYL |  | LVRKHINRAH |
| TALSEYRPIL |  | SQEHRLLRHS |  | SMADKKLVLI |  | PLIFIGLRVW |  | STVRFVLTLC |
| GSPAVQTPVL |  | VVLHGIGNTF |  | QGGANCIMFV |  | LCTRAVRTRL |  | FSLCCCCCSS |
| QPPTKSPAGT |  | PKAPAPSKPG |  | ESQESQGTPG |  | ELPST      |  |            |

A: Аланін

C: Цистеїн

D: Аспарагінова кислота

E: Глутамінова кислота

F: Фенілаланін

G: Гліцин

H: Гістидин

I: Ізолейцин

K: Лізин

L: Лейцин

M: Метіонін

N: Аспарагін

P: Пролін

Q: Глутамін

R: Аргінін

S: Серин

T: Треонін

V: Валін

W: Триптофан

Кодований геном білок за функціями належить до рецепторів, g-білокспряжених рецепторів, білків внутрішньоклітинного сигналінгу, білків розвитку. 
Задіяний у такому біологічному процесі як диференціація. 
Локалізований у клітинній мембрані, мембрані, клітинних відростках.